# Frobenius (Familie)
Frobenius ist eine fränkisch-thüringische und schweizerische Verleger- und Beamtenfamilie, die auch bekannte Gelehrte hervorbrachte. Am bekanntesten daraus sind der Mathematiker Ferdinand Georg Frobenius und der Völkerkundler Leo Frobenius.

## Stammliste
- 1. Johann Froben (latinisiert: Johannes Frobenius) (um 1460–1527), schweizerischer Buchdrucker und Verleger fränkischer Herkunft
  - 1.1. Hieronymus Froben (latinisiert: Hieronymus Frobenius) (1501–1563), schweizerischer Buchdrucker und Verleger
    - 1.1.1. Ambrosius Froben (1537–1602), schweizerischer Buchdrucker und Verleger
    - 1.1.2. Aurelius Frobenius (1539–1587), schweizerischer Buchdrucker und Verleger
      - 1.1.2.1. Aurelius Erasmus Frobenius (1573–1637), schweizerischer Buchdrucker, Ratsherr in Basel
        - 1.1.2.1.1. Aurelius Sebastianus Frobenius (1601–1664), kurfürstlicher Stallmeister in Heidelberg
        - 1.1.2.1.2. Emanuel Frobenius (1604–1684), Schlossherr auf Benken, pfälzischer Stallmeister in Heidelberg
          - 1.1.2.1.2.1. Emanuel (von) Froben (1640–1675), kurfürstlich-brandenburgischer Stallmeister, rettete dem Großen Kurfürsten in der Schlacht von Fehrbellin das Leben und fiel, worauf seine Familie geadelt wurde (seine Tat wurde auf kurfürstlichen Medaillen verewigt und ging in die Literatur ein, u. a. in Kleists Prinz von Homburg)
          - 1.1.2.1.2.2. Jacob Christian Friedrich von Froben (1650–1694), kurfürstlich-brandenburgischer Stallmeister, Herr auf Quanditen in Preußen

  - 1.2. Justina Froben (1512–1564) in Basel, verheiratet mit dem Buchdrucker Nicolaus Episcopius

- 2. Günther Frowin (?), wahrscheinlich aus der Gegend von Feuchtwangen in Franken in Großhettstedt eingewandert
  - 2.1. Volckmar Frobenius (um 1490–1551/52), angeblich ein Neffe des Johann Froben in Basel, Reformator von Stadtilm in Thüringen, verheiratet mit Christina Mandel (1503–1602), getaufte Jüdin und Patenkind von Martin Luther
    - 2.1.1. Johann Frobenius (1531/32–1582/88), Pfarrer in Hettstedt und Neuroda in Thüringen
      - 2.1.1.1. Eustachius Frobenius (ca. 1555–1587), seit 1580 schwarzburgischer Amtsschosser (fürstlicher Beamter) in Arnstadt
        - 2.1.1.1.1. Hieronymus Frobenius (1580–1666), vielfacher Bürgermeister von Arnstadt im Dreißigjährigen Krieg
          - 2.1.1.1.1.1. Christoph Hieronymus Frobenius (1615–1682), Ratsherr, Arzt und Apotheker in Ohrdruf
            - 2.1.1.1.1.1.1. Johannes Georgius Frobenius (1654–1693), Apotheker in Ohrdruf
              - 2.1.1.1.1.1.1.1. Johann Christoph Frobenius (1692–1741), Chirurg in Erfurt
                - 2.1.1.1.1.1.1.1.1. Johann Christian Frobenius (1729–1772), Pfarrer zu St. Andreas in Erfurt
                  - 2.1.1.1.1.1.1.1.1.1. Nicolaus Christoph Andreas Frobenius (1764–1828), Pfarrer der Barfüßerkirche in Erfurt
                    - 2.1.1.1.1.1.1.1.1.1.1. Hermann Theodor Wilhelm Frobenius (1808–1868), Oberpfarrer und Superintendent in Langensalza, später in Merseburg, und Konsistorialrat
                      - 2.1.1.1.1.1.1.1.1.1.1.1. Hermann Frobenius (1841–1916), Oberstleutnant, Schriftsteller, u. a. zum Sudan
                        - 2.1.1.1.1.1.1.1.1.1.1.1.1. Leo Frobenius (1873–1938), deutscher Ethnologe
                        - 2.1.1.1.1.1.1.1.1.1.1.1.2. Hermann Frobenius (1871–1954), Kunstmaler (Ehemann v. Lenore Frobenius-Kühn)

          - 2.1.1.1.1.2. Ernst Georg Frobenius (1630–1700), Arzt in Arnstadt und Königsee
            - 2.1.1.1.1.2.1. Georg Christoph Frobenius (1672–1735), Dr. med., fürstlich schwarzburgischer Stadt- und Landmedicus zu Königsee
              - 2.1.1.1.1.2.1.1. Katharina Frobenius (1713–1775), heiratete den Pastor Johann Martin Heinze in Ellichleben, Vorfahr des bekannten holsteinischen Predigers Claus Harms (1778–1855)
              - 2.1.1.1.1.2.1.2. Wilhelm Gottfried Frobenius (1716–1770), Stadtphysikus von Königsee
                - dessen Nachfahre: Ferdinand Georg Frobenius (1849–1917), deutscher Mathematiker

      - 2.1.1.2. Bastian Frobenius, 1595 in Lobenstein, 1597 in Augsburg
        - 2.1.1.2.1. Johannes Frobenius (1595–1657), im Dreißigjährigen Krieg Feldprediger, Schulkollege an der Schule zum Heiligen Geist in Nürnberg
          - 2.1.1.2.1.1. Johannes Salomon Frobenius (1639–1712), Lehrer an der Schule von St. Lorenz in Nürnberg
            - 2.1.1.2.1.1.1. Georg Arnold Frobenius (1683–1767), Kaufmann in Nürnberg, Wien, Ungarn und Augsburg
              - 2.1.1.2.1.1.1.1. Johann Georg von Froben, Stadt- und Ehegerichtsassessor in Augsburg, seit 1768 in Karlsruhe in badischen Diensten, 1754 wegen seiner adligen Verwandtschaft in den Adelsstand erhoben, Vorfahr des badischen Generals Anton Freiherr v. Froben (1839–1910)

    - 2.1.2. Andreas Frobenius (1532–1604), Präsident des Consistoriums in Ansbach, rechtsgelehrter Brandenburgischer Rath des Markgrafen Georg Friedrich, 1577 auf Gesandtschaft zu Graf von Hohenlohe
    - 2.1.3. Bonifatius Frobenius (1537–1584), Rechtsgelehrter, Ratsherr und Bürgermeister von Iphofen in Franken
      - 2.1.3.1. Georg Ludwig Frobenius (1566–1645), Hamburger Mathematiker, Buchhändler und Verleger
        - 2.1.3.1.1. Heinrich Frobenius (1597–1660), Hamburger Buchhändler und Verleger
          - 2.1.3.1.1.1. Joachim Heinrich Frobenius (Frobeen) (1637–1711), Hofconditor der Königin Hedwig Eleonore von Schweden in Stockholm

    - 2.1.4. Valentinus Frobenius (ca. 1540–1590), Juris consultus, onoltzbachischer kaiserlicher Notar publicus, Stadtschreiber in Ansbach in Franken
    - 2.1.5. Johannes Frobenius, ein nachgeborener Sohn, Rechtsgelehrter, kaiserlicher Notar publicus und Stadtsecretarius von Crailsheim im Onoltzbachischen Gebiet in Franken
      - 2.1.4.1. Johann Frobenius, Jurist, Lehenprobst und Regierungs-Hofrath in Bayreuth ("fürstl. Gnaden geheimster Sekretär")
        - 2.1.4.1.1. Johann Lorenz Frobenius (1623–1682), Hofprediger und Beichtvater des brandenburgisch-ansbachischen Markgrafen Georg Albrecht, Superintendent und Schulinspektor in Kulmbach

      - 2.1.4.2. Georg Wolfgang Frobenius (1593–1656), Magister, Subdiakon in Bayreuth, Pfarrer in Wonsee und Thurnau
      - 2.1.4.3. Johann Werner Frobenius, Secretarius der Hofkanzlei von Kaiser Ferdinand II. in Wien, wurde 1629 von diesem in den Adelsstand erhoben, mit Geltung auch für seine Brüder